# Župnija Dramlje
Župnija Dramlje je rimskokatoliška teritorialna župnija dekanije Šmarje pri Jelšah, ki je del škofije Celje.

## Zgodovina
Do 7. aprila 2006, ko je bila ustanovljena škofija Celje, je bila župnija del kozjanskega naddekanata škofije Maribor.

## Sakralni objekti
|    | slika | cerkev                                                | kraj / naselje  |
| -- | ----- | ----------------------------------------------------- | --------------- |
| 1. |       | Cerkev sv. Marije Magdalene, Dramlje župnijska cerkev | Laze            |
| 2. |       | Cerkev sv. Egidija, Spodnje Dramlje podružnica        | Spodnje Dramlje |
| 3. |       | Cerkev sv. Uršule, Vodule podružnica                  | Vodule          |

## Evropska pešpot sv. Martina Tourškega
Od župnijske cerkve sv. Martina na Ponikvi do župnijske cerkve sv. Marije Magdalene v Dramljah in naprej do podružnične cerkve sv. Tomaža nad Vojnikom (etapa 10) vodi Evropska pešpot sv. Martina Tourškega (Via Sancti Martini), ki jo je leta 2005 Svet Evrope proglasil za Veliko evropsko kulturno pot. Dolga je 2500 km in povezuje kraje, ki so zaznamovali življenje in čaščenja tega znamenitega svetnika.